# Biserica Sfinții Voievozi din Pitești
Biserica Sfinții Voievozi (cunoscută și ca Schitul Meculești) este un monument istoric aflat pe teritoriul municipiului Pitești. În Repertoriul Arheologic Național, monumentul apare cu codul 13178.10.

## Istoric și trăsături
Este ctitoria boierilor Pîrvu și Șerban Lerescu, din 1752. În anul 1845 a fost pictată cu cheltuaiala Mariei Pleșoianu și Elenei slugereasa. Biserica este păstrătoarea unor icoane foarte valoroase, dintre care, două din anul 1591. 